# Fúrcula (Collembola)

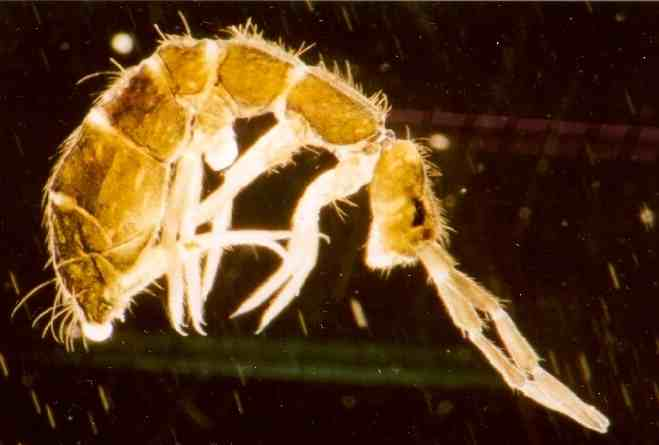
Isotoma habitus en el que se aprecia claramente la fúrcula replegada bajo el abdomen.

La fúrcula o furca ("pequeña horca" en latín) es un apéndice abdominal en forma de horquilla que poseen muchas de las especies de la subclase Collembola con función de desplazamiento.
Al contrario que la mayoría de apéndices locomotores que aparecen en el tagma torácico este se localiza en el abdomen. La fúrcula está constituido por un apéndice birrámeo situado en la parte posterior del cuerpo que los colémbolos pliegan por debajo del abdomen al que lo sujetan mediante una estructura denominada retináculo. Cuando es necesario, por ejemplo ante el ataque de un posible depredador, liberan dicho apéndice que impacta contra el sustrato y hace saltar al animal mediante un efecto de palanca. Los colémbolos pueden llegar a saltar hasta 20 centímetros mediante la utilización de la fúrcula, lo que supone un desplazamiento de aproximadamente 200 veces su tamaño.